# Бушелл, Гарри
Гарри Бушелл (англ. Garry Bushell), род. 13 мая 1955 года в Вулвиче, на юго-западе Лондона) — английский журналист, музыкальный критик, телеведущий, политический активист, литератор и музыкант. Бушелл играет в Oi!-группе The Gonads  и является менеджером нью-йоркской Oi!-группы Maninblack. 
В числе других музыкальных проектов Бушелла были Prole (панк-группа, в которой играл другой будущий журналист с мировым именем, Ник Кент), Orgasm Guerrillas и Lord Waistrel & The Cosh Boys. Он был менеджером The Blood и Cockney Rejects (подписав последним контракт с EMI), открыл Twisted Sister и обеспечил им британский контракт (с Secret Records).

## Биография
Гари Бушелл родился 13 мая 1955 года в семье лондонского пожарника. Он учился в школе Charlton Manor (и затем Colfe’s School). Поработав некоторое время курьером в компании «Shell», он поступил в Политехнический институт (англ. North East London Polytechnic), откуда перешел в лондонский полиграфический колледж (англ. London College of Printing), где стал активным участником Национального студенческого союза (англ. The National Union of School Students), социалистической организации, в своей работе использовавшей методы ситуационизма.
В возрасте 18 лет Бушелл, активист организации «Интернациональные социалисты» (International Socialists, секция Международной социалистической тенденции), стал постоянным автором газеты «Socialist Worker». При этом он писал для «Temporary Hoarding», «Rebel» и панк-фэнзина «Napalm», который издавал сам. В 1978 году Бушелл стал постоянным автором журнала Sounds (в котором работал до 1985 года). Несмотря на репутацию единственного в Британии «oi!-летописца», он интересовался другими темами (2 Tone, The New Wave of British Heavy Metal, mod revival). В 1981 Гарри Бушелл выпустил книгу «Dance Craze — the 2-Tone story», в 1984 — биографию Iron Maiden («Running Free»).
Открыто выражая левые взгляды и пытаясь очистить oi!-движение от всяких ассоциаций с крайне правыми организациями, Бушелл подвергался нападениям участников «Британского движения», которые (называя «коммунистом»), внесли его в список «изменников британской расы». Журнал «Национального фронта» Bulldog опубликовал домашний адрес Бушелла: в 1981 году он подвергся нападению неонацистов и был госпитализирован.
В 1985 году Гарри Бушелл перешел на Флит-стрит: начал работать для The Sun (где сначала вёл колонку «Bizarre», потом стал редактором отдела шоу-бизнеса), The Evening Standard и The Daily Mirror. В The Daily Star он писал о текущих событиях в своей колонке «Walk Tall With Bushell» и вел телераздел. Начиная с середины 90-х годов Бушелл стал регулярно появляться на телевидении — прежде всего, в качестве ведущего собственной программы Bushell On The Box (названной в честь его колонки в The Sun). В 2002 году он рассказал об этом опыте в книге «King of Telly: The Best of Bushell on the Box». Криминальный роман Бушелла «The Face» (2001) был напечатан с продолжением в The Sun, но вызвал своими откровениями неудовольствие главного редактора Дэвида Йелланда, который отказался участвовать в дальнейшей судьбе книги. Некоторое время спустя Бушелл был уволен. В последние годы он почти отошел от журналистской деятельности, переключившись на сценарии фильм («Join The Rejects — Get Yourself Killed») и художественную литературу. В мае 2007 года, однако, колонка Бушелла вернулась в Daily Star Sunday. Начиная с осени 2007 года он — ведущий ежемесячного подкаст-шоу на канале Total Rock и одновременно телеобозреватель Nuts TV.

## Политическая деятельность
Бушелл начинал как социалист и член троцкистской группы International Socialists, которая вскоре превратилась в Социалистическую рабочую партию Великобритании (SWP). Первые признаки его разочарования крайне левыми стали заметны с середины 80-х годов. На вопрос корреспондента Independent о том, когда он разочаровался в социалистах, Бушелл ответил: «Когда работал в Socialist Worker. Была такая служба обмена информацией для педофилов, и социалисты защищали её от нападок».
В своей колонке «On The Soap Box»' Бушелл обрушивался с яростными нападками на средний класс (который, по его утверждению, разрушил движение лейбористов) и был убежденным противником создания Евросоюза (и как следствие, неконтролируемого притока эмигрантов), считая, что это наносит удар по интересам британского рабочего класса.
Бушелл много пишет об английском патриотизме (в противоположность британскому) и индивидуальных свободах. Он выступает за объявление дня Св. Георгия официальным английским праздником (по аналогии с Днем Св. Патрика для ирландцев). В числе своих кумиров (на страничке MySpace) Бушелл называет Джорджа Оруэлла и Шелли.
На всеобщих выборах 2005 года Бушелл выступал кандидатом от Партии Английских демократов (англ. English Democrats Party), в программе которой были требования о создании независимого Английского парламента и выходе Англии из Евросоюза. Бушелл набрал в своем округе Гринвич и Вулвич 1216 голосов (3.4 %), заняв 5-е место (из семи), что EDP расценила как успех. Бушелл также представлял свою партию в округе Южный Стаффордшир, где набрал 2,51 % голосов. EDP выставили кандидатуру Гарри Бушелла на пост мэра Лондона (перевыборы которого проходили в 2008 году) но в январе 2008 года он отказался от участия, призвав последователей голосовать за Мэтта О’Коннора.

## Обвинения в гомофобии
В 1993 году Бушелл опубликовал статью, призывавшую запретить на ITV выступления комика-гея Джулиана Клэри — вскоре после выступления последнего на церемонии вручения British Comedy Awards. Кампания Бушелла оказалась безуспешной. Сам он появился в программе Би-би-си «All Rise With Julian Clary», где защищал свою позицию, отрицая свою принадлежность к гомофобам (один из известнейших геев страны, радиоведущий Дэйл Уинтон — крестный отец дочери Бушелла).
В августе 2007 года Бушелл пренебрежительно отозвался о гей-движении на канале talkSPORT в программе Football First, назвав гомосексуализм «извращением», после чего Ofcom обвинила канал в нарушении стандартов вещания и «необоснованном использовании оскорбительных высказываний». Произошло это после того, как дискуссия о финале Лиги европейских чемпионов в Москве переросла в обсуждение запрета мэром Москвы гей-парада. Бушелл насмешилво отозвался об активисте гей-движения Питере Тэтчелле (в те дни задержанном в Москве), и когда ведущий спросил его, что он видит смешного в этой ситуации, ответил: «Я бы воздержался от того, чтобы вмешиваться в дела другой страны и навязывать её народу свои взгляды. Думаю, нам следует заняться решением множества собственных внутренних проблем вместо того, чтобы проповедовать извращение». Канал talkSPORT вынужден был выступить с заявлением о том, что считает заявление Бушелла «неприемлемым».

## Песни о Гарри Бушелле
- «Hurry Up Garry (The Parson Farted)», Crass
- «Press Darlings», Адам Ант
- «Garry Bushell’s Band Of The Week», The Notsensibles
- «C’N’C-S Mithering», The Fall
- «I Wanna Be A Star», Cockney Rejects
- «Wankers»  The Exploited
- "Garry Bushell", The Warriors
- «The Sun Says»,  Cock Sparrer

## Награды
- UK Press Awards: «Критик года» (1994, 2002)
- Comic Heritage: «За Выдающийся вклад в развитие британской комедии» (2002)